# ائوت (جزیره)
اِئوت یک منطقه شهرداری در ایالت چوک در ایالات فدرال میکرونزی است.